# Страна призраков (фильм)
«Страна призраков» (англ. Incident in a Ghost Land) — фильм ужасов режиссёра Паскаля Ложье, французская премьера которого состоялась 14 марта 2018 года, а российская — 15 марта.

## Сюжет
После смерти своей тёти Кларис, Полин с двумя дочерьми, Бет и Верой, наследует её дом. В первую же ночь в их новое жилище проникают убийцы, и Полин, отчаянно сражаясь за жизни своих дочерей, в ходе ожесточённой схватки останавливает неизвестных. Трагедия, которая травмировала всю семью, по-разному влияет на каждую из сестёр, чьи пути надолго расходятся после этой кошмарной ночи. Бет становится известной писательницей в жанре ужасов, а Вера, оставшись жить вместе с мамой, застревает в разрушительной паранойе. Шестнадцать лет спустя вся семья вновь воссоединяется в доме, и тут начинают происходить странные события.
Вера уверяет, что призраки убийц до сих пор в доме, и просит сестру помочь. В очередном припадке девушку жестоко избивает невидимое нечто и ломает ей пальцы прямо на глазах у Бет. Полин вызывает скорую и бежит встретить карету на повороте. Пока матери нет в доме, Бет тоже начинает видеть мучителей сестры. Один из них хватает её.
Девушка просыпается от странной музыки в совершенно другой обстановке, хотя и в том же доме. Она находит Веру и начинает обвинять её во всем, что с ней происходит. Вдруг сестры опять становятся подростками. Оказывается, свою взрослую и успешную жизнь Бет себе лишь нафантазировала, чтобы абстрагироваться от кошмара вокруг и не сойти с ума. В реальности же девочки заперты в подвале, едят сладости и не имеют возможности сбежать. Маньяки приезжают в дом вновь и вновь, чтобы позабавиться с ними. Полин не смогла дать отпор и была убита. Бет мысленно возвращается к своим фантазиям о взрослой жизни и встречает своего кумира Говарда Лавкрафта, который говорит Бет, что ее роман — шедевр.
Когда приходит очередь Бет ублажать насильника-толстяка, изображая одну из кукол, которыми он одержим, ей удается вырваться. Толстяк явно умственно отсталый и слепой, но его «мамаша»-трансвестит готова на всё, чтобы девочки не выбрались на свободу. Даже когда сёстры убегают далеко от дома и оказываются найдены полицейскими посреди пустынной дороги, убийца настигает их. Убив стражей порядка, он забирает девочек и привозит обратно. В этот момент Бет опять погружается в мир грёз, представляя пышную вечеринку в свою честь. Однако, заприметив сестру среди гостей, решает вернуться в реальность, несмотря на просьбы матери остаться. Бет возвращается в реальный мир, убегает от «великана» и из последних сил нападает на «мамашу», которая душит Веру. Вскоре прибывший отряд полицейских убивает сначала толстяка, а потом и «мамашу». Девочки спасены.

## В ролях
| Актёр             | Роль               |
| ----------------- | ------------------ |
| Кристал Рид       | Бет Келлер         |
| Анастасия Филлипс | Вера Келлер        |
| Милен Фармер      | Полин Келлер       |
| Эмилия Джонс      | юная Бет           |
| Тейлор Хиксон     | юная Вера          |
| Кевин Пауэр       | женщина из фургона |
| Роб Арчер         | толстяк            |

## Несчастный случай
В декабре 2016 года актриса Тейлор Хиксон была изуродована во время съёмок одной из сцен, в которой её героиня бьёт кулаками по стеклянной панели двери. Хиксон в срочном порядке доставили больницу и наложили более 70 швов на левую сторону лица, но актриса навсегда останется со шрамом. В марте 2018 года она подала в суд на компанию «Incident Productions» за потерю работы в результате инцидента. В своём иске Хиксон утверждает, что «в ходе съёмки сцены режиссёр Паскаль Ложье постоянно просил Хиксон бить сильнее кулаками по стеклу». В иске заявляется, что:
Стекло разрушилось, заставив её голову и верхнюю часть тела провалиться через дверь и осколки стекла. В результате этого инцидента она сильно порезала левую сторону лица.
Хиксон также говорит, что компания не предприняла никаких «разумных шагов для обеспечения соблюдения отраслевых стандартов и практик, включая, но не ограничиваясь, использованием безопасного стекла и/или каскадёров в зависимости от ситуации».
Производственная компания Incident Productions, Inc. во внесудебном порядке признала себя виновной в нарушении правил безопасности и была оштрафована провинцией Манитоба на 40 000 долларов.

## Критика
Джордан Минцер из The Hollywood Reporter назвал фильм «жестким, хотя и несколько банальным, слэшером», и он «не для слабонервных и остроумных».
Деннис Харви из Variety заявил, что в фильме «все кажется гладким, напряженным и неприятным, как и „Мученицах“, потому что вся жестокость несколько бессмысленна. Пустой псевдомистицизм этого фильма заменяют злодеи, для которых Ложье не утруждает себя предоставить какую-либо мотивацию или предысторию». Саймон Абрамс из The Village Voice написал, что фильм был «тревожной и эффективной критикой женоненавистнического порно с пытками», он «иногда может выглядеть как бездумно кровавый клон слэшера, но измученные девушки Ложье постоянно оказываются сильнее, чем их тела».

## Награды
«Страна призраков» завоевал три награды на 25-м международном фестивале фантастических фильмов «Gérardmer»: «Гран-при 2018», «Награда от жюри зрителей телеканала SyFy» и приз зрительских симпатий по итогам премьеры.